# Adam Godley
Adam Godley (Amersham, 22 luglio 1964) è un attore britannico naturalizzato statunitense.

## Biografia
Adam Godley nasce il 22 luglio del 1964.
Recita sin dal 1978 ed ha vinto alcuni premi. Era sposato con Alex Belcourt, dalla quale ha divorziato nel 2004.

## Filmografia

### Cinema
- Love Actually - L'amore davvero (Love Actually), regia di Richard Curtis (2003)
- Il giro del mondo in 80 giorni (Around the World in 80 Days), regia di Frank Coraci (2004)
- La fabbrica di cioccolato (Charlie and the Chocolate Factory), regia di Tim Burton (2005)
- Nanny McPhee - Tata Matilda (Nanny McPhee), regia di Kirk Jones (2005)
- Elizabeth: The Golden Age, regia di Shekhar Kapur (2007)
- Son of Rambow - Il figlio di Rambo (Son of Rambow), regia di Garth Jennings (2007)
- X-Files - Voglio crederci (The X-Files: I Want to Believe), regia di Chris Carter (2008)
- The Forger, regia di Lawrence Roeck (2012)
- Battleship, regia di Peter Berg (2012)
- La teoria del tutto (The Theory of Everything), regia di James Marsh (2014)
- Il GGG - Il grande gigante gentile (The BFG), regia di Steven Spielberg (2016)
- The Premier - Rapimento e ricatto (De Premier), regia di Erik Van Looy (2016)

### Televisione
- Hawking, regia di Philip Martin – film TV (2004)
- Merlin – serie TV, 2 episodi (2009)
- Breaking Bad – serie TV, 3 episodi (2008-2013)
- Terminator: The Sarah Connor Chronicles – serie TV, episodio 1x03 (2008)
- Mad Men – serie TV, episodio 2x07 (2008)
- Lie to Me – serie TV, episodio 3x01 (2010)
- Private Practice – serie TV, episodio 3x16 (2010)
- Miss Marple (Agatha Christie's Marple) – serie TV, episodio 5x02 (2010)
- The Good Wife – serie TV, 1 episodio (2012)
- Appunti di un giovane medico (A Young Doctor's Notebook) – serie TV, 8 episodi (2012-2013)
- Suits – serie TV, 5 episodi (2013)
- Elementary – serie TV, episodio 1x22 (2013)
- Homeland - Caccia alla spia (Homeland) – serie TV, episodio 4x02 (2014)
- Perception – serie TV, episodio 3x07 (2014)
- Powers – serie TV, 10 episodi (2015)
- The Blacklist – serie TV, episodio 4x05 (2016)
- Lodge 49 – serie TV, 10 episodi (2018-2019)
- The Umbrella Academy – serie TV, 16 episodi (2019-2026)
- The Great – serie TV, 10 episodi (2020)
- Succession – serie TV, episodio 4x08 (2023)

## Teatro (parziale)
- Cabaret, libretto di Joe Masteroff, testi di Fred Ebb, colonna sonora di John Kander. Donmar Warehouse di Londra (1993)
- Il diavolo bianco (o Vittoria Corombona) di John Webster. Royal Shakespeare Theatre di Stratford-upon-Avon (1996)
- L'importanza di chiamarsi Ernesto di Oscar Wilde. Haymarket Theatre di Londra (1999)
- Vite in privato di Noël Coward. Richard Rodgers Theatre di Broadway (2002)
- The Pillowman di Martin McDonagh. National Theatre di Londra (2003)
- Anyhting Goes, libretto di Guy Bolton e P. G. Wodehouse, colonna sonora di Cole Porter. Stephen Sondheim Theatre di Broadway (2011)
- The Lehman Trilogy di Stefano Massini. National Theatre (2018) e Piccadilly Theatre di Londra (2019), Nederlander Theatre di Broadway (2021)

## Doppiatori italiani
Nelle versioni in italiano delle opere in cui ha recitato, Adam Godley è stato doppiato da:
- Oliviero Dinelli in Terminator: The Sarah Connor Chronicles, Mad Men, Lie to Me, Appunti di un giovane medico, Suits, Perception, The Umbrella Academy
- Franco Mannella in X-Files: Voglio crederci, Breaking Bad (ep. 5x15-5x16), Battleship
- Antonio Sanna in La teoria del Tutto, I due presidenti, Powers
- Loris Loddi in Sword of Honour
- Francesco Meoni in La fabbrica di cioccolato
- Danilo De Girolamo in Nanny McPhee - Tata Matilda
- Roberto Stocchi in Elizabeth: The Golden Age
- Gaetano Varcasia in Breaking Bad (ep. 1x05)
- Roberto Gammino in Merlin
- Alberto Bognanni in Miss Marple
- Luigi Ferraro in Private Practice
- Enzo Avolio in The Good Wife
- Dimitri Winter ne Il GGG - Il grande gigante gentile
- Roberto Certomà in Lodge 49
- Federico Danti in The Great
- Massimo De Ambrosis in Succession